# Hollókői katolikus templom
Hollókő kicsiny fatornyos római katolikus templomát 1889-ben közadakozásból építtette a falu lakossága. A mai katolikus templom Tours-i Szent Márton püspökről kapta nevét. A plébániája azonban már 1342 óta létezik. A templom helyreállítása 1980-ban fejeződött be.

## Az épületről
A falut György nevű papja kapcsán említik először írásban. Temploma szabadon, közvetlenül a lejtős út szélén áll. Egyszerű, hosszúkás, téglalap alaprajzú, vályoggal vegyes terméskőből épült. A templom hajóját zsindellyel fedett nyeregtető borítja. A falu templomot épített az 1862-ben már itt állt gúlasisakos toronyhoz. A harangtorony a korábbi templom dongaboltozatú szentélye fölött emelkedik, nyugat felé hajót építettek hozzá, ezáltal a szentély a templom előterévé alakult.  A torony földszintje, a jelenlegi templom bejárata vízszintes záródású, belül nyomott csúcsívvel kapcsolódik a hajóhoz.
A keleti homlokzat előtt álló torony földszintje kőalapozású, kisméretű vályogtéglából, emelete fából épült, szintenként keskenyedő, zsindelyezett deszka eresz-párkányokkal, félkörívvel záródó zsalus ablakokkal. A restaurált Szent Márton oltárkép, a Pieta, és a népi ihletésű fából készült Krisztus. A Szent Márton védelmébe ajánlott épület 1990-ben zsindelytetőt, karzatot, és egységes stilizált berendezést kapott.

## Külső hivatkozások
- https://web.archive.org/web/20090415162020/http://www.vendegvaro.hu/Romai-katolikus-templom-Szent-Marton-Holloko
- https://web.archive.org/web/20100910072541/http://www.templom.hu/phpwcms/index.php?id=14,387,0,0,1,0
- http://www.magyartemplomok.hu/?grp=1&akt=220%5B%5D
- Hollókő ófalu látnivalói a Novohrad-Nógrád Geopark weboldalán